# Xyrias chioui
Xyrias chioui is een straalvinnige vissensoort uit de familie van de slangalen (Ophichthidae). De wetenschappelijke naam van de soort is voor het eerst geldig gepubliceerd in 2009 door McCosker, Chen & Chen.